# Cupa României 1967/68
Der Cupa României in der Saison 1967/68 war das 30. Turnier um den rumänischen Fußballpokal. Sieger wurde Dinamo Bukarest, das sich im Finale am 16. Juni 1968 gegen Rapid Bukarest durchsetzen konnte. Dadurch qualifizierte sich Dinamo für den Europapokal der Pokalsieger. Titelverteidiger Steaua Bukarest war im Viertelfinale ausgeschieden.

## Modus
Die Klubs der Divizia A stiegen erst in der Runde der letzten 32 Mannschaften ein und mussten zunächst auswärts antreten. Ab dem Achtelfinale fanden alle Spiele – abgesehen vom Finale, das traditionell in Bukarest ausgetragen wurde – auf neutralem Platz statt. Es wurde jeweils nur eine Partie ausgetragen. Stand diese nach 90 Minuten unentschieden, folgte eine Verlängerung von 30 Minuten. Falls danach noch immer keine Entscheidung gefallen war, kam die klassentiefere Mannschaft weiter. Spielten beide in der gleichen Liga, fand am ein Wiederholungsspiel statt. Im Sechzehntelfinale kam im Falle eines Unentschiedens nach Verlängerung die auswärts spielende Mannschaft eine Runde weiter.

## Sechzehntelfinale
| Datum        |                      | Ergebnis             |                       |
| ------------ | -------------------- | -------------------- | --------------------- |
| 3. März 1968 | Vagonul Arad         | 2:0 (2:0)            | Steagul Roșu Brașov   |
|              | Minerul Baia Mare    | 1:3 (0:2)            | Universitatea Craiova |
|              | Progresul Brăila     | 1:4 (1:2)            | Dinamo Bacău          |
|              | Dinamo Obor Bukarest | 0:2 (0:1)            | Rapid Bukarest        |
|              | Metalul Bukarest     | 0:1 (0:1)            | Dinamo Bukarest       |
|              | TUG Bukarest         | 0:3 (0:0)            | AS Armata Târgu Mureș |
|              | Chimia Făgăraș       | 1:2 (0:1)            | Steaua Bukarest       |
|              | Ancora Galați        | 2:2 n. V. (2:2, 1:1) | CFR Timișoara         |
|              | Politehnica Iași     | 3:0 (2:0)            | UTA Arad              |
|              | Marina Mangalia      | 2:3 (2:3)            | Politehnica Timișoara |
|              | Lemnarul Odorhei     | 10:3 1               | Jiul Petroșani        |
|              | Crișul Oradea        | 0:1 n. V.            | Petrolul Ploiești     |
|              | CSM Sibiu            | 0:1 n. V.            | FC Argeș Pitești      |
|              | Chimia Suceava       | 2:1 (2:0)            | Farul Constanța       |
|              | Metalul Târgoviște   | 1:1 n. V. (1:1, 1:1) | Progresul Bukarest    |
|              | Victoria Târgu Jiu   | 1:2 n. V. (1:1, 1:1) | Universitatea Cluj    |

## Achtelfinale
| Datum          |                    | Ergebnis             |                       | Ort            |
| -------------- | ------------------ | -------------------- | --------------------- | -------------- |
| 3. April 1968  | Dinamo Bukarest    | 1:0 (0:0)            | Chimia Suceava        | Bacău          |
|                | Dinamo Bacău       | 2:1 (0:0)            | Petrolul Ploiești     | Brașov         |
|                | Vagonul Arad       | 1:1 (1:0)            | Jiul Petroșani        | Bukarest       |
|                | Steaua Bukarest    | 2:1 (1:1)            | Politehnica Timișoara | Craiova        |
|                | Rapid Bukarest     | 3:0 (2:0)            | Universitatea Craiova | Pitești        |
|                | Politehnica Iași   | 5:1 (2:1)            | FC Argeș Pitești      | Ploiești       |
|                | Universitatea Cluj | 1:1 n. V. (0:0, 0:0) | Progresul Bukarest    | Râmnicu Vâlcea |
|                | CFR Timișoara      | 1:1 (0:1)            | AS Armata Târgu Mureș | Sibiu          |
| 10. April 1968 | Progresul Bukarest | 2:1 (1:1)            | Universitatea Cluj    | Brașov         |

## Viertelfinale
| Datum          |                    | Ergebnis             |                  | Ort           |
| -------------- | ------------------ | -------------------- | ---------------- | ------------- |
| 17. April 1968 | Rapid Bukarest     | 2:0 (0:0)            | Politehnica Iași | Brașov        |
|                | Progresul Bukarest | 2:1 (1:1)            | Steaua Bukarest  | Bukarest      |
|                | Vagonul Arad       | 1:1 (0:1)            | Dinamo Bacău     | Sibiu         |
|                | Dinamo Bukarest    | 2:1 n. V. (1:1, 0:1) | CFR Timișoara    | Turnu Severin |

## Halbfinale
| Datum         |                 | Ergebnis             |                    | Ort      |
| ------------- | --------------- | -------------------- | ------------------ | -------- |
| 12. Juni 1968 | Dinamo Bukarest | 4:3 n. V. (3:3, 1:1) | Progresul Bukarest | Bukarest |
|               | Rapid Bukarest  | 2:0 (2:0)            | Vagonul Arad       | Cluj     |

## Finale
| Paarung         | Dinamo Bukarest – Rapid Bukarest |
| Ergebnis        | 3:1 n. V. (1:1, 0:0) |
| Datum           | 16. Juni 1968 |
| Stadion         | Stadionul 23 August, Bukarest |
| Schiedsrichter  | Vasile Dumitrescu (Bukarest) |
| Tore            | 0:1 Constantin Năsturescu (70.) 1:1 Florea Dumitrache (78.) 2:1 Mircea Lucescu (115.) 3:1 Mircea Lucescu (116.) |
| Dinamo Bukarest | Spiridon Niculescu, Cornel Popa, Ion Nunweiller, Cornel Dinu, Constantin Ștefan, László Gergely, Mircea Stoenescu, Ion Pârcălab, Nicolae Nagy (77. Mircea Lucescu), Florea Dumitrache, Ion Haidu Cheftrainer: Bazil Marian       |
| Rapid Bukarest  | Necula Răducanu, Nicolae Lupescu, Ion Motroc, Dan Coe, Ilie Greavu, Ion Dumitru, Constantin Jamaischi, Constantin Năsturescu, Alexandru Neagu, Ion Ionescu (68. Marian Petreanu), Teofil Codreanu Cheftrainer: Valentin Stănescu |